# 보수합동
보수합동(일본어: 保守合同/ほしゅごうどう 호슈고도[*])은 일반적으로 1955년 11월 15일에 일본에서 자유당과 일본민주당의 두 보수주의 정당이 합쳐 자유민주당을 결성한 일을 말한다. 이전에는 일본사회당의 좌파와 우파가 통일을 이루었으며, 자유민주당과 일본사회당의 양대 정당 체제를 55년 체제라고 부른다.

## 배경
일본이 제2차 세계 대전에서 패망한 직후, 사회주의 세력의 대두에 위기를 느낀 보수 정치가 사이에는 이전의 입헌정우회 계열의 정치가와 입헌민정당 계열의 정치가가 결집하여 신당을 결성한다는 구상이 제시되었다. 정우회 계열은 하토야마 이치로를 대표로 생각했고, 전시의 익찬의회에서는 하토야마와 함께 군부에 맞선 민정당 계열의 미키 부키치가 구상을 실현하고자 하였다.
그러나 민정당 계열 대부분은 대표 경험이 없는 하토야마보다는, 민정당의 마지막 총재였던 마치다 다다하루가 대표로 어울린다는 의견이 우세해, 결국 민정당 계열은 마치다를 총재로 옹립해 일본진보당을 결성하면서 구상은 좌절되었다. 그러나 일본진보당은 이전의 정치가가 많아 공직 추방으로 엄청난 타격을 입게 된다.
한편 하토야마를 총재로 삼아 정우회 계열을 중심으로 결성된 일본자유당은 1946년의 총선거에서 제1당으로 부상한다.
제1당으로 부상한 일본자유당이 무색하게도, 하토야마나 미키 등의 간부의 다수가 공직 추방의 대상이 되어버렸다(다만 새로 선출된 사람이 많아 제1당의 지위는 유지할 수 있었다). 그러자 점령군이 우호적인 친미파 요시다 시게루를 총리로 옹립해 위기를 극복하려 했지만, 요시다는 공직 추방 해제 이후에도 이를 거절한다. 이즈음에는 당의 성격도 하토야마 중심에서 요시다를 중심으로 하는 세력으로 전향해 있었다.
1954년, 하토야마는 미키 부키치·고노 이치로·기시 노부스케 등과 함께 요시다에게 불만을 가진 자유당 내의 세력이나 야당의 개진당 등의 보수계 정당과의 통합을 구상해 일본민주당을 결성했다. 한편 잔류한 자유당 세력에서도 요시다의 원맨(one-man) 정치 스타일에 불만이 높아지고 있음을 느끼고, 오가타를 중심으로 하는 간부들은 요시다의 퇴진을 권고했다. 결국 요시다도 내각 총사직을 결심하고, 오가타에게 총재직을 넘겼다. 그러나 국회에서는 하토야마가 오가타를 꺾으면서 총리로 취임하게 되었다.

## 자유민주당의 결성
1955년 초, 우파와 좌파로 분열되어 있던 일본사회당이 단결하면서 제1당으로 부상하자, 보수정당은 매우 큰 위협을 받게 되었다. 미키나 오가타 등은 보수 세력의 통합을 주장했고, 마쓰무라 겐조 등은 보수 분립을 주장했다. 하지만 결국에는 보수합동을 통하여 자유민주당이 결성되어 유일 보수 정당의 단독정권을 기반으로 하는 55년 체제가 출범하였다.
그러나 보수 정당 내에서도 골은 깊어 대표는 확정되지 않았고, 하토야마와 오가타, 미키, 오노 반보쿠의 4명의 총재 대행위원 체제로 당이 출범하였다(5달 후인 1956년 4월에 하토야마는 총재로 취임). 또한 하토야마파에 반발한 요시다 시게루, 사토 에이사쿠, 하시모토 도미사부로 등은 당초에는 자민당에 참여하지 않기로 하는 등, 엇갈리는 조짐도 보였다.

## 자민당 붕괴론
자민당은 전후의 다양한 보수 세력을 중심으로 하여, 많은 파벌이 얽히고 섥혀 굳은 기반을 가진 정당이라고는 할 수 없었다. 보수합동 당시의 미키 다케요시는 자민당을 두고 ‘10년이나 가겠나’라거나, 마쓰무라는 ‘30년 뒤에 붕괴된다’라고 예상했다.
그러나 일본 경제가 급속히 성장한 이후, 소위 정·관·재의 유착구조나 파벌 등을 기반으로 하는 직위와 자금의 분배, 유사 정권 교체 등의 다양한 방법을 통해 그 정치적 기반은 강화되어 갔다.
이후 자민당은 40일 항쟁 등의 분열 위기, 신자유클럽의 결성, 1993년의 신당 사키가케 등으로의 분할 등 55년 체제의 붕괴 등의 위기 속에서도 2007년부터 2009년까지 제1당의 지위를 유지하고 있었으나 2009년에 열린 제45회 일본 중의원 의원 총선거에서 하토야마 유키오가 이끄는 민주당에게 참패를 당해 제2당으로 밀려났다.

## 같이 보기
- 자유민주당 (일본)
- 55년 체제